# Équipe cycliste féminine Saturn
Pour les articles homonymes, voir Équipe cycliste Saturn.
Saturn est une équipe cycliste féminine américaine ayant existé de 1994 à 2003. Elle était la propriété de la société Team Sports de Tom Schuler et a pour partenaire principal le constructeur automobile Saturn. Elle a occupé la première place du classement UCI par équipes à la fin des saisons 1999, 2001 et 2002. Anna Millward, membre de l'équipe de 1999 à 2002, a été première au classement UCI en 2001. Saturn a également remporté trois fois la Coupe du monde sur route, avec Anna Millward en 1999 et 2001 et Petra Rossner en 2002.
L'équipe Quark lui succède mais avec un budget nettement inférieur.

## Histoire
Un événement marquant de l'histoire de l'équipe est le décès accidentel en course de Nicole Reinhart en 2000.

## Classements UCI

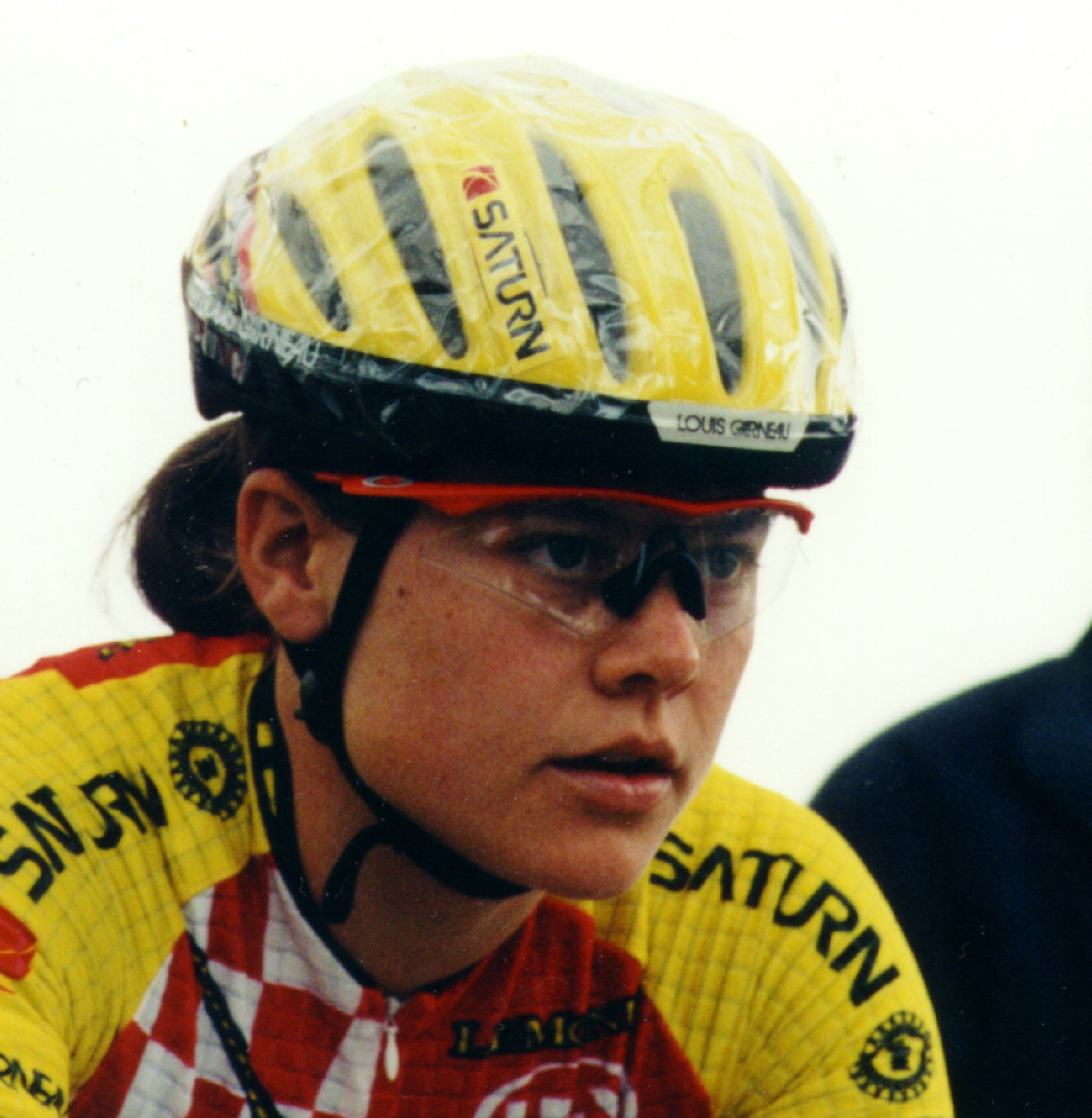
Anna Wilson en 2000

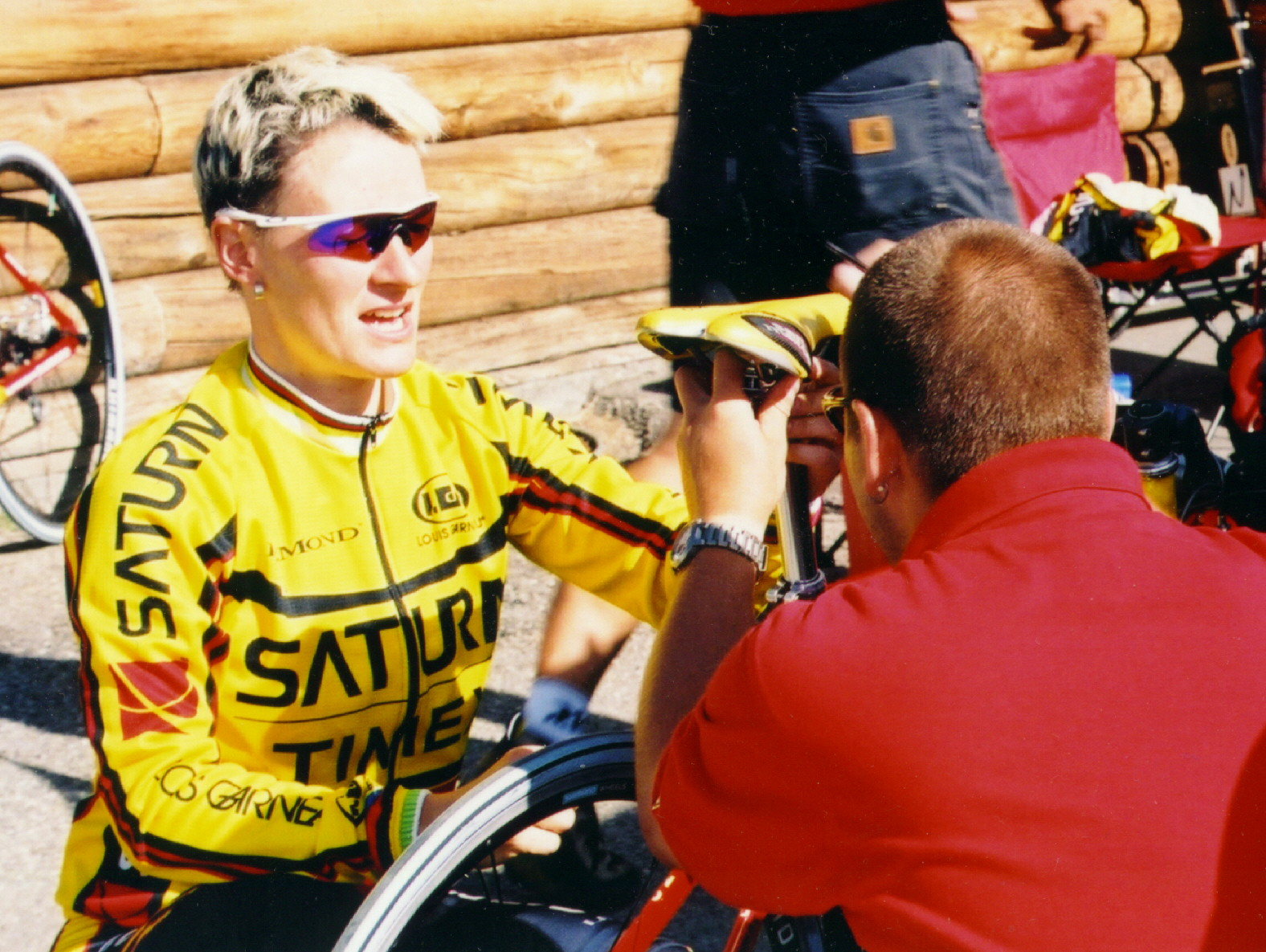
Petra Rossner en 2002

Ce tableau présente les places de l'équipe Saturn au classement de l'Union cycliste internationale en fin de saison, ainsi que la meilleure cycliste au classement individuel de chaque saison.
| Année | Classement par équipes | Meilleure coureuse au classement individuel |
| 1999  | 1re                    | Anna Wilson (2e)                            |
| 2000  | 3e                     | Anna Wilson (3e)                            |
| 2001  | 1re                    | Anna Millward (1re)                         |
| 2002  | 1re                    | Petra Rossner (4e)                          |
| 2003  | 7e                     | Lyne Bessette (14e)                         |

Ce tableau présente les places de l'équipe au classement de la Coupe du monde de cyclisme sur route féminine, ainsi que la meilleure cycliste au classement individuel de chaque saison.
| Année | Classement par équipes | Meilleure coureuse au classement individuel |
| 1998  | -                      | Deirdre Demet-Barry (3e)                    |
| 1999  | -                      | Anna Wilson (1re)                           |
| 2000  | -                      | Petra Rossner (7e)                          |
| 2001  | -                      | Anna Millward (1re)                         |
| 2002  | -                      | Petra Rossner (1re)                         |
| 2003  | -                      | Katie Mactier (13e)                         |

## Principales victoires

### Épreuves de Coupe du monde
L'équipe a gagné les épreuves de Coupe du monde suivantes :
- Geelong World Cup : 1998 ( Deirdre Demet-Barry), 1999, 2000,  2001 (Anna Wilson), 2002 (Petra Rossner)
- Grand Prix Suisse féminin : 1999 (Anna Wilson)
- Liberty Classic : 2000, 2001, 2002 (Petra Rossner)
- Hamilton City World Cup : 2001 (Anna Millward), 2002 (Petra Rossner)
- Rotterdam Tour : 2002 (Petra Rossner)

### Grands tours
- Tour de l'Aude

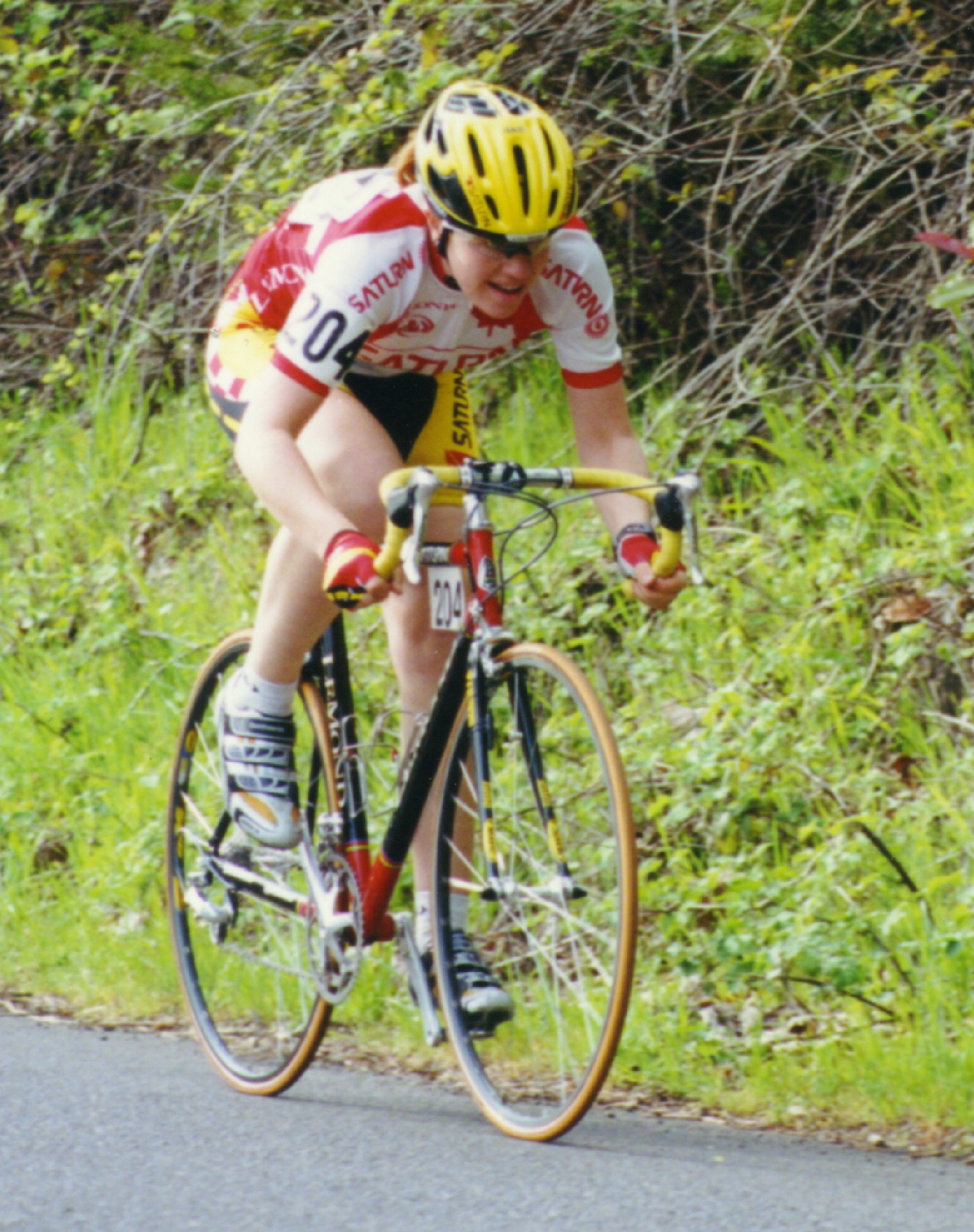
Clara Hughes en 2000

  - Victoire finale : 1999, 2001 (Lyne Bessette), 2002 (Judith Arndt)
- Women's Challenge
  - Victoire finale : 2000 (Anna Wilson), 2001 (Lyne Bessette)

### Compétitions internationales
- Jeux du Commonwealth : 1
  - Course en ligne : 1998 (Lyne Bessette)

### Championnats nationaux
- Championnats d'Allemagne sur route : 2
  - Course en ligne : 2001 (Petra Rossner), 2002 (Judith Arndt)
- Championnats d'Australie sur route : 2
  - Course en ligne : 2000 (Anna Wilson)
  - Contre-la-montre : 2001 (Anna Millward)
- Championnats du Canada sur route : 5
  - Course en ligne : 1999 ( Clara Hughes ), 2001 ( Lyne Bessette )
  - Contre-la-montre : 1999, 2000 ( Clara Hughes ), 2003 ( Lyne Bessette )
- Championnats des États-Unis sur route : 3
  - Course en ligne : 1996 (Deirdre Demet-Barry), 2001 (Kimberly Bruckner)
  - Contre-la-montre : 2001 (Kimberly Bruckner)

## Principales coureuses de l'équipe

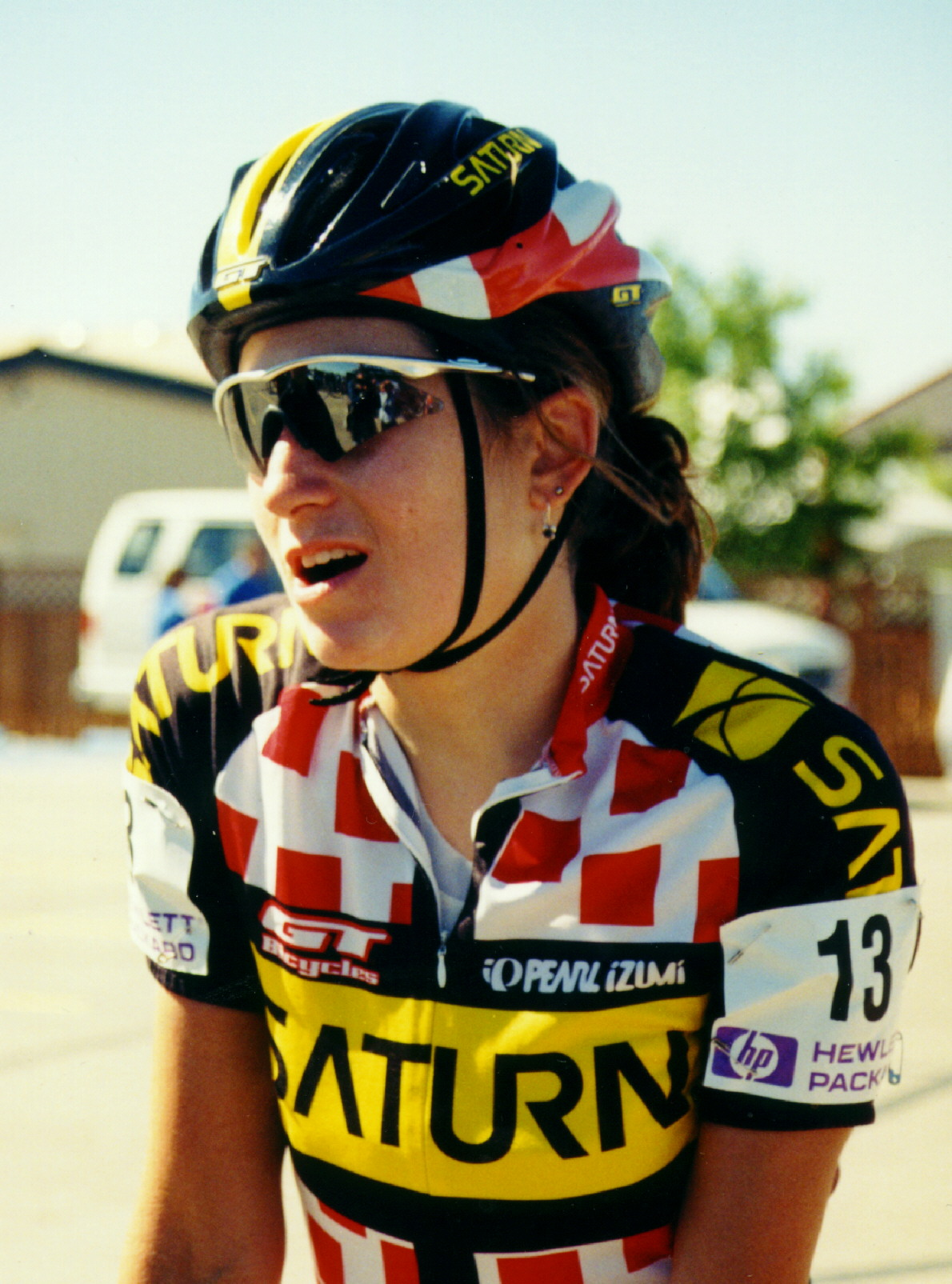
Deirdre Demet-Barry en 1998

| Nom                 | Naissance  | Nationalité | Années d'activités au sein de l'équipe |
| ------------------- | ---------- | ----------- | -------------------------------------- |
| Judith Arndt        | 23/07/1976 | Allemagne   | 2002                                   |
| Lyne Bessette       | 10/03/1975 | Canada      | 1999-2003                              |
| Kimberly Bruckner   | 19/06/1970 | États-Unis  | 2001-2002                              |
| Deirdre Demet-Barry | 08/10/1972 | États-Unis  | 1995-2000                              |
| Jeanne Golay        | 19/04/1962 | États-Unis  | 1994-1995                              |
| Clara Hughes        | 27/09/1972 | Canada      | 1995-2001                              |
| Katie Mactier       | 2/03/1975  | Australie   | 2003                                   |
| Catherine Marsal    | 20/01/1971 | France      | 2002                                   |
| Anna Millward       | 26/11/1971 | Australie   | 1999-2002                              |
| Petra Rossner       | 14/11/1966 | Allemagne   | 2000-2002                              |
| Anne Samplonius     | 11/02/1969 | Canada      | 2000                                   |
| Ina-Yoko Teutenberg | 28/10/1974 | Allemagne   | 2001-2003                              |
| Laura Van Gilder    | 11/12/1964 | États-Unis  | 2003                                   |

## Partenaires
L'équipe est la propriété de la société Team Sports de Tom Schuler et a pour partenaire principal le constructeur automobile Saturn durant toute son existence. Le fabricant de montre Timex est également partenaire en 2002. 

## Saturn en 2003

### Effectif
| Effectif 2003             | Effectif 2003     | Effectif 2003 | Effectif 2003                       |
| Cycliste                  | Date de naissance | Pays          | Équipe précédente                   |
| ------------------------- | ----------------- | ------------- | ----------------------------------- |
| Lyne Bessette             | 10 mars 1975      | Canada        |                                     |
| Megan Elliott             | 26 avril 1982     | États-Unis    |                                     |
| Amy Jarvis                | 16 décembre 1973  | Canada        |                                     |
| Manon Jutras              | 25 novembre 1967  | Canada        |                                     |
| Katie Mactier             | 23 mars 1975      | Australie     | SC Michela Fanini Record Rox (2002) |
| Jessica Phillips          | 22 mai 1978       | États-Unis    |                                     |
| Ina-Yoko Teutenberg       | 28 octobre 1974   | Allemagne     | Red Bull-Frankfurt (2000)           |
| Sarah Uhl                 | 1 août 1983       | États-Unis    |                                     |
| Laura Van Gilder          | 11 décembre 1964  | États-Unis    |                                     |
|                           |                   |               |                                     |
| Source : Cycling Archives |                   |               |                                     |

### Victoires

#### Sur route UCI
| Date        | Course                                     | Pays       | Classe | Vainqueur           |
| ----------- | ------------------------------------------ | ---------- | ------ | ------------------- |
| 8 juin      | Liberty Classic                            | États-Unis | 1.1    | Lyne Bessette       |
| 9 août      | Championnats du Canada du contre-la-montre | Canada     | CN     | Lyne Bessette       |
| 4 septembre | 5e étape du Holland Ladies Tour            | Pays-Bas   | 2.1    | Ina-Yoko Teutenberg |

#### Sur route, circuit américain
L'équipe est principalement active en Amérique du Nord. Les courses qui s'y déroulent ne font généralement pas partie du calendrier UCI malgré une participation et une dotation équivalente. Le tableau suivant résume les victoires d'importance sur le circuit américain, en particulier sur l'USA Cycling National Racing Calendar. 
| Date       | Course                                   | Pays       | Classe    | Vainqueur           |
| ---------- | ---------------------------------------- | ---------- | --------- | ------------------- |
| 8 mars     | 3e étape de la Pomona Valley Stage Race  | États-Unis | nationale | Lyne Bessette       |
| 22 mars    | 1re étape à Merced (espoirs)             | États-Unis | nationale | Ina-Yoko Teutenberg |
| 23 mars    | 2e étape à Merced (espoirs)              | États-Unis | nationale | Manon Jutras        |
| 29 mars    | 3e étape de la Solano Bicycle Classic    | États-Unis | nationale | Laura Van Gilder    |
| 30 mars    | 4e étape de la Solano Bicycle Classic    | États-Unis | nationale | Ina-Yoko Teutenberg |
| 2 avril    | 1re étape de la Redlands Bicycle Classic | États-Unis | nationale | Ina-Yoko Teutenberg |
| 5 avril    | 4e étape de la Redlands Bicycle Classic  | États-Unis | nationale | Ina-Yoko Teutenberg |
| 11 avril   | 3e étape de la Sea Otter Classic         | États-Unis | nationale | Lyne Bessette       |
| 12 avril   | 4e étape de la Sea Otter Classic         | États-Unis | nationale | Manon Jutras        |
| 25 avril   | Prologue de la Vuelta de Bisbee          | États-Unis | nationale | Manon Jutras        |
| 26 avril   | 2e étape de la Vuelta de Bisbee          | États-Unis | nationale | Manon Jutras        |
| 27 avril   | 3e étape de la Vuelta de Bisbee          | États-Unis | nationale | Manon Jutras        |
| 27 avril   | Vuelta de Bisbee                         | États-Unis | nationale | Manon Jutras        |
| 3 mai      | 4e étape du Tour of the Gila             | États-Unis | nationale | Ina-Yoko Teutenberg |
| 26 mai     | Grand Prix de Somerville                 | États-Unis | nationale | Sarah Uhl           |
| 1er juin   | Grand Prix d'Arlington                   | États-Unis | nationale | Laura Van Gilder    |
| 29 juillet | 2e étape du Tour de Toona                | États-Unis | nationale | Ina-Yoko Teutenberg |
| 30 juillet | 3e étape du Tour de Toona                | États-Unis | nationale | Lyne Bessette       |
| 1er août   | 5e étape du Tour de Toona                | États-Unis | nationale | Laura Van Gilder    |
| 3 août     | 7e étape du Tour de Toona                | États-Unis | nationale | Ina-Yoko Teutenberg |
| 3 août     | Tour de Toona                            | États-Unis | nationale | Lyne Bessette       |
| ?          | Nature Valley Grand Prix                 | États-Unis | nationale | Katie Mactier       |
| ?          | Fitchburg Longsjo Classic                | États-Unis | nationale | Katie Mactier       |

### Classement UCI
| Rang | Coureur             | Points |
| ---- | ------------------- | ------ |
| 14   | Lyne Bessette       | 262    |
| 23   | Katie Mactier       | 149    |
| 50   | Manon Jutras        | 67     |
| 62   | Ina-Yoko Teutenberg | 47     |
| 122  | Amy More            | 10     |
| 237  | Laura Van Gilder    | 1      |